# Облученский район
Облу́ченский райо́н — административно-территориальная единица (район) и муниципальное образование (муниципальный район) в Еврейской автономной области России. Административный центр — город Облучье.

## География
По площади район является самым крупным в области, располагается в северной и северо-западной её части. На юге граничит с Биробиджанским, Ленинским и Октябрьским районами ЕАО, на севере и северо-востоке с Хабаровским краем, на западе с Амурской областью и КНР.
По центральной части района проходят Транссибирская магистраль и федеральная автомобильная трасса М58«Амур».
Горный комплекс Малого Хингана занимает большую часть района. 2/3 территории покрыто лесом, преимущественно хвойных пород.
Горный рельеф района способствует формированию густой речной сети. Наиболее крупные реки, протекающие по территории района — Амур и его притоки: Бира, Биджан, Кульдур, Хинган, Большая Каменушка и Сутара.
Разведаны месторождения железных (Кимканское, Костенгиньское и Сутарское), марганцевых (Биджанское) и оловянных руд, рассыпного золота, брусита (Кульдурское месторождение). Источник минеральных вод (Кульдурский).

### Климат
Климат района муссонный, с выраженными континентальными чертами. Зима холодная и сухая, лето влажное и теплое. Абсолютный минимум температуры наблюдался в Кульдуре −52 °C.

## История
До 1926 года часть территории Облученского района входила в состав Михайло-Семёновской волости Дальневосточного края, с 1926 по 1930 годы — в Хингано-Архаринский район Дальневосточного края.
Район образован в 1934 году в результате разукрупнения Биробиджанского национального района Хабаровского края и создания ЕАО.
20 июля 1934 года ВЦИК постановил «образовать в составе автономной Еврейской национальной области: 2) Бирский район с центром в рабочем поселке Бира».
В 1945 году Бирский район был переименован в Облученский район. Тогда же центр район был перенесён из Биры в Облучье.

## Население
| 1935    | 1939    | 1959    | 1970    | 1979    | 1989    | 1992    |
| ------- | ------- | ------- | ------- | ------- | ------- | ------- |
| 18 836  | ↗37 499 | ↗59 431 | ↘45 836 | ↘44 261 | ↘43 062 | ↘42 700 |
| 1998    | 2002    | 2008    | 2009    | 2010    | 2011    | 2012    |
| ↘40 100 | ↘36 515 | ↘33 684 | ↗33 704 | ↘29 035 | ↘28 833 | ↘28 018 |
| 2013    | 2014    | 2015    | 2016    | 2017    | 2018    | 2019    |
| ↘27 486 | ↘26 989 | ↘26 575 | ↘26 279 | ↘26 006 | ↘25 513 | ↘24 943 |
| 2020    | 2021    | 2023    |         |         |         |         |
| ↘24 753 | ↘23 991 | ↘23 573 |         |         |         |         |

### Урбанизация
Городское население района — 28 484 человека (85 %) (на 1 января 2009 года). Плотность населения — 2,5 человека на 1 км².

## Муниципально-территориальное устройство
20 июля 2011 года, законом Еврейской автономной области № 987-ОЗ, граничащие между собой муниципальные образования «Теплоозёрское городское поселение» и «Лондоковское городское поселение» преобразованы путём их объединения в новое муниципальное образование со статусом городского поселения — «Теплоозёрское городское поселение».
27 июня 2012 года, законом Еврейской автономной области № 81-ОЗ, граничащие между собой муниципальные образования «Облученское городское поселение» и «Хинганское городское поселение» преобразованы путём их объединения в новое муниципальное образование со статусом городского поселения — «Облученское городское поселение».
16 мая 2013 года Собранием депутатов Раддевского сельского поселения принято решение от 16.05.2013 г. № 296 «Об инициативе преобразования муниципального образования „Раддевское сельское поселение“ Облученского муниципального района путём объединения с муниципальным образованием „Пашковскоге сельское поселение“ Облученского муниципального района в муниципальное образование „Пашковское сельское поселение“ с центром село Пашково».
С 2013 года в Облученском районе 27 населённых пунктов в составе шести городских и одного сельского поселения:
| № | Городские и сельские поселения    | Административный центр | Количество населённых пунктов | Население | Площадь, км² |
| - | --------------------------------- | ---------------------- | ----------------------------- | --------- | ------------ |
| 1 | Бираканское городское поселение   | пгт Биракан            | 3                             | ↘1819     | 2126,30      |
| 2 | Бирское городское поселение       | пгт Бира               | 4                             | ↘4498     | 4568,20      |
| 3 | Известковское городское поселение | пгт Известковый        | 6                             | ↘1926     | 764,00       |
| 4 | Кульдурское городское поселение   | пгт Кульдур            | 1                             | ↗1358     | 546,00       |
| 5 | Облученское городское поселение   | город Облучье          | 6                             | ↘8677     | 2180,36      |
| 6 | Теплоозерское городское поселение | пгт Теплоозёрск        | 3                             | ↘4657     | 2147,82      |
| 7 | Пашковское сельское поселение     | село Пашково           | 4                             | ↘638      | 961,80       |

| №  | Населённый пункт | Тип                     | Население | Муниципальное образование         |
| -- | ---------------- | ----------------------- | --------- | --------------------------------- |
| 1  | Абрамовка        | село                    | →1        | Известковское городское поселение |
| 2  | Башурово         | село                    | ↘164      | Пашковское сельское поселение     |
| 3  | Бира             | пгт                     | ↘2787     | Бирское городское поселение       |
| 4  | Биракан          | пгт                     | ↘1732     | Бираканское городское поселение   |
| 5  | Будукан          | село                    | ↘1107     | Бирское городское поселение       |
| 6  | Двуречье         | село                    | ↘657      | Известковское городское поселение |
| 7  | Заречное         | село                    | ↘144      | Пашковское сельское поселение     |
| 8  | Известковый      | пгт                     | ↘1355     | Известковское городское поселение |
| 9  | Кимкан           | село                    | ↘62       | Известковское городское поселение |
| 10 | Кульдур          | пгт                     | ↗1358     | Кульдурское городское поселение   |
| 11 | Лагар-Аул        | железнодорожная станция | ↘7        | Облученское городское поселение   |
| 12 | Лондоко          | село                    | ↘194      | Теплоозерское городское поселение |
| 13 | Лондоко-завод    | пгт                     | ↘982      | Теплоозерское городское поселение |
| 14 | Новый            | село                    | ↗68       | Бираканское городское поселение   |
| 15 | Облучье          | город                   | ↘7831     | Облученское городское поселение   |
| 16 | Пашково          | село                    | ↘668      | Пашковское сельское поселение     |
| 17 | Радде            | село                    | ↘429      | Пашковское сельское поселение     |
| 18 | Рудное           | село                    | ↘110      | Известковское городское поселение |
| 19 | Семисточный      | село                    | ↘333      | Бирское городское поселение       |
| 20 | Снарский         | село                    | ↗34       | Известковское городское поселение |
| 21 | Соловьёвка       | село                    | ↘18       | Облученское городское поселение   |
| 22 | Сутара           | село                    | ↘7        | Облученское городское поселение   |
| 23 | Теплоозёрск      | пгт                     | ↘3481     | Теплоозерское городское поселение |
| 24 | Тёплые Ключи     | село                    | ↘14       | Бираканское городское поселение   |
| 25 | Трек             | село                    | ↘22       | Бирское городское поселение       |
| 26 | Ударный          | железнодорожная станция | ↘0        | Облученское городское поселение   |
| 27 | Хинганск         | пгт                     | ↘837      | Облученское городское поселение   |

## Экономика
Ведущие отрасли хозяйства — добыча и переработка минерального сырья, лесная промышленность и железнодорожный транспорт. В бассейне реки Сутары добывается рассыпное золото.
Транспорт представлен участком железнодорожной Транссибирской магистрали (144 км) и участком железнодорожной ветки Известковая — Чегдомын (51 км). Важнейшие станции: Облучье (вагонное и локомотивное депо, линейные предприятия), Бира (линейные предприятия) и Известковая (путевая машинная станция, линейные предприятия). Вдоль Транссиба проходит федеральная автотрасса «Амур». Суммарная протяжённость дорог общего пользования — 135 км, у села Пашково автотранспортный переход через государственную границу с Китаем, таможня.
Сельское хозяйство специализируется на пчеловодстве, молочном животноводстве, выращивании овощей и картофеля.
В посёлке Кульдур курорт федерального значения — санатории «Кульдур», «Жемчужина Хингана», военный санаторий, несколько пансионатов.